# Ba.27戰鬥機
布雷達Ba.27戰鬥機'是義大利布雷達公司在1930年代初期設計的單翼戰鬥機，也是義大利航空業界研發的第一款單主翼戰機，但是在技術條件不成熟的情況性能並不出眾，經過改良後僅有中華民國採購。

## 簡介
1933年，義大利航空工程師切薩雷·帕拉維奇尼開始提倡研發單翼飛機；義大利王國空軍首腦伊塔洛·巴爾博對單翼戰鬥機也具有高度興趣，在1930年代採購美國製造的競速機Travel Air Type R Mystery Ship進行測評，布雷達公司在測繪該架飛機取得單翼機的相關知識後，抓住這個契機對王國空軍層峰推銷公司研發的單翼戰鬥機計畫，其提案在1933年5月批准撥款，製造2架原型機。
第一架原型機在1933年7月出廠，編號MM.216，首飛由布雷達試飛員兼飛機工程師Ambrogio Colombo進行，但他對飛行表現非常不滿意。原型機出現的問題主要是由螺旋槳造成的振動無法化解，並干擾到飛機轉彎時穩定度；由於設計師帕拉維奇尼在同時間離開布雷達公司，Ba.27後續改良由朱塞佩·潘瑟瑞（Giuseppe Panzeri）、安東尼·巴拉諾（Antonio Parano）兩位工程師接手。對於螺旋槳振動問題，發動機原生產商英國布里斯托工程師羅伊.費登建議以三葉金屬螺旋槳換掉原型機的雙葉木製螺旋槳，原配置的湯恩德環也換成更流線的NACA整流罩；完成改裝後的Ba.27二號原型機外觀近似P-26戰鬥機，飛行表現大幅改善，巡航速度有時速351公里的能力，極速表現也逼近同期研發的CR.32戰鬥機原型機（CR.32原型機飛行表現是極速360公里、續航力780公里）。
不過在空中格鬥仍是空戰主流的1930年代，單翼機的飛行特性未能被義大利飛官接受，軍隊測試後興致缺缺，不覺得自己需要這樣的飛機。
第二架原型機在1934年5月首飛，編號MM.217，又稱Breda 27m(metallico，義大利文金屬)。顧名思義，在仍以木料為主要結構的飛機上布雷達提高了金屬在結構中的比例；Breda 27m加大尾翼，並以全流線型鋁製蒙皮結構取代用波浪式鋁板蒙皮的設計，主翼也從木製更換為金屬材質。1934年6月21日Breda 27m提供給義大利空軍測試，雖然性能有改善，但還是沒有採購意願。布雷達在比照二號原型機標準修改了一號原型機，將駕駛座位置調前因應金屬結構帶來的重心改變，更換編號為MM.218；MM.218在1934年9月12日取得義大利政府適航登記證，9月19日從義大利飛到挪威首都奧斯陸進行飛行展示爭取訂單，但挪威空軍也沒有興趣。隨後這架飛機以海運運回，1934年11月由塞斯托-聖喬凡尼穿越平均高度4,500公尺阿爾卑斯山脈抵達法國巴黎參加巴黎航空展。MM.218在1936年下半葉交給了義大利空軍第5聯隊(5º Stormo)下屬之第7戰鬥機大隊的第86戰鬥機中隊使用，編號86-9；不過，這架飛機最終還是未被飛行員青睞，在1938年1月除役。
雖然在義大利空軍的命運多舛，不過在1935年經義大利空軍顧問推薦，中華民國政府訂購了18架以MM.218標準生產的Breda 27m，1935年底中義空軍合作蜜月期結束前完成交貨11架，編入中華民國空軍第7中隊，由三大隊指揮，駐地南昌，隊長郝鴻藻、副隊長梁亦權（1934年派赴義大利深造學習驅逐機，1935年返國）。由於飛機供油系統存有缺陷，1936年已墜毀5架，並調整為訓練用；1937年抗战爆发后，尚殘存的2架Breda 27m撥交空軍暫編第29中隊，搭配霍克II戰鬥機駐防廣東省，在1937年底至1938年中29中隊在紹關飛機製造廠接收Hawk-III後，Breda 27m除役。

## 機體特徵
Breda 27m在技術上屆於全金屬機的中介，她使用了鋁合金蒙皮提高流線性，但沒有應力蒙皮的結構承受力，因此機體主結構還是以焊接的鉻鉬鋼管骨架為核心，外殼大部分為硬鋁板與少部分為膠合木構組合而成；尾翼為木質配合紡織品控制面，起落架為焊接在機體框架的固定式結構，但配有油液壓減震桿，前機輪附有鼓煞。
由木頭(後改成金屬)製造的主翼以半嵌入式構造裝設在機身上，不足的結構強度由機翼左右側的N型支柱與鋼纜提供。

## 外部連結
- （俄文） Breda Ba.27（页面存档备份，存于）
- （意大利文） Breda Ba.27（页面存档备份，存于）
- 中國飛機尋根：抗戰前我國所購用的義製各式戰機  － （Breda Ba-25, Ba-27M, Ba-28, Fiat Cr-30,Cr-32,SM-72,SM-81B,Ca-101,Ca-111）（页面存档备份，存于）